# Eugene de Blaas
Eugene de Blaas, también conocido como Eugene von Blaas o Eugenio Blaas (Albano Laziale, 24 de julio de 1843 – Venecia, 10 de febrero de 1932), fue un pintor italiano en la escuela conocida como Clasicismo Académico.

## Vida y carrera

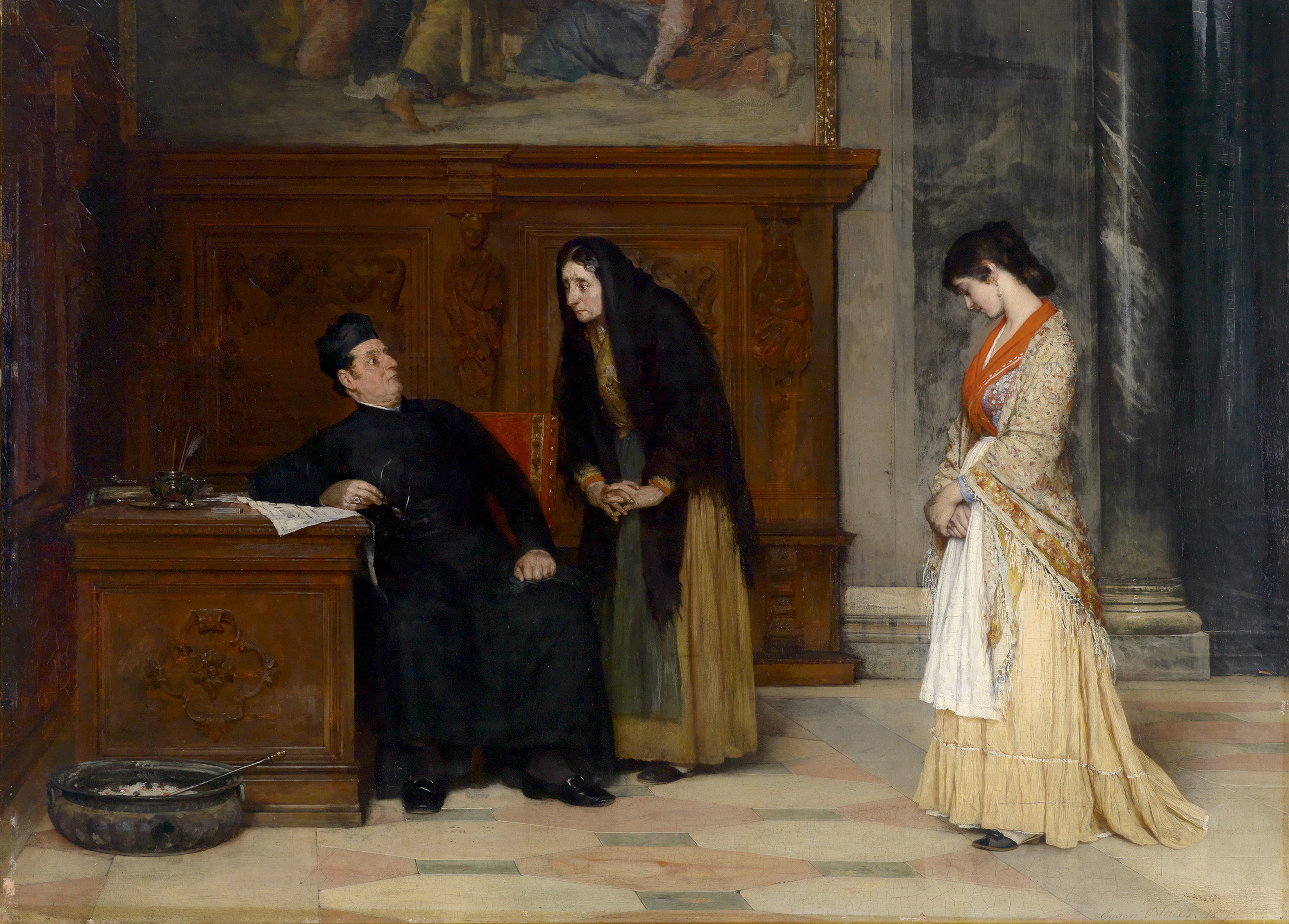
En la Sacristía, 1877

Nació en Albano, cerca de Roma, de padre austriaco, Karl von Blaas, y madre romana, Agnesina Auda. Su padre, también pintor, fue su maestro. La familia se mudó a Venecia cuando Karl se convirtió en profesor en la Academia de Venecia. A menudo pintaba escenas en Venecia, pero también retratos y pinturas religiosas.
Su primera obra de cierta importancia data de 1863, un retablo para la iglesia parroquial de San Valentino di Merano (hoy en día en el Domus Mercatoruma di Bolzano). A lo largo de los años realizó varios trabajos, principalmente sobre el tema de los paisajes venecianos, que representan la vida de los pescadores, gondoleros y de mujeres venecianas. También fue un retratista de nobles romanos y venecianos, entre las obras más famosas destaca el retrato del empresario Philip Morris y la duquesa Ersilia Canevaro.

## Trabajos
Entre sus obras se encuentran La forma nuziale in sacrestia; La tombola in Campielo a Venezia; Una scena di burattini in un educanciatu; y La Ninetta. 
Esta última pintura fue descrita por el crítico de arte Luigi Chirtani, cuando estaba expuesta en la Mostra Nazionale di Venezia, como bella, halagadora, bonita, acariciada, limpia, pulida, lavandera en una pintura del Sr. Blaas, el retratista favorito de los grandes aristócratas venecianos. Vestida con satenes de gala, brillantes joyas, peinada como los ricos.
Realizó imágenes coloridas, más bien teatrales de la sociedad veneciana, por ejemplo En el Balcón (1877; Colección Privada) es diferente a los colores pasteles delicados y a los grabados de los diferentes patios, balcones y canales de Venecia.
Las pinturas de Eugene de Blaas han sido expuestas en la Royal Academy, Fine Art Society, New Gallery y Arthur Tooth and Sons Gallery en Londres, y también en Walker Art Gallery en Liverpool.

## Pinturas
- Las Hermanas 1878 (Cloister-Scene)
- Conversiones de Rhætians por St. Valentine
- Cimabue Y Giotto
- Escena del Decameron
- Dogaressa yendo a Iglesia
- Escena de Balcón veneciano
- Las criaturas del dios
- Bridal Procession, San Marco
- Veneciano Masquerade
- Un Viaje a Murano (Museo de Viena)
- Die Wasserträgerin (1887)
- En el agua (1914)

### Trabajos

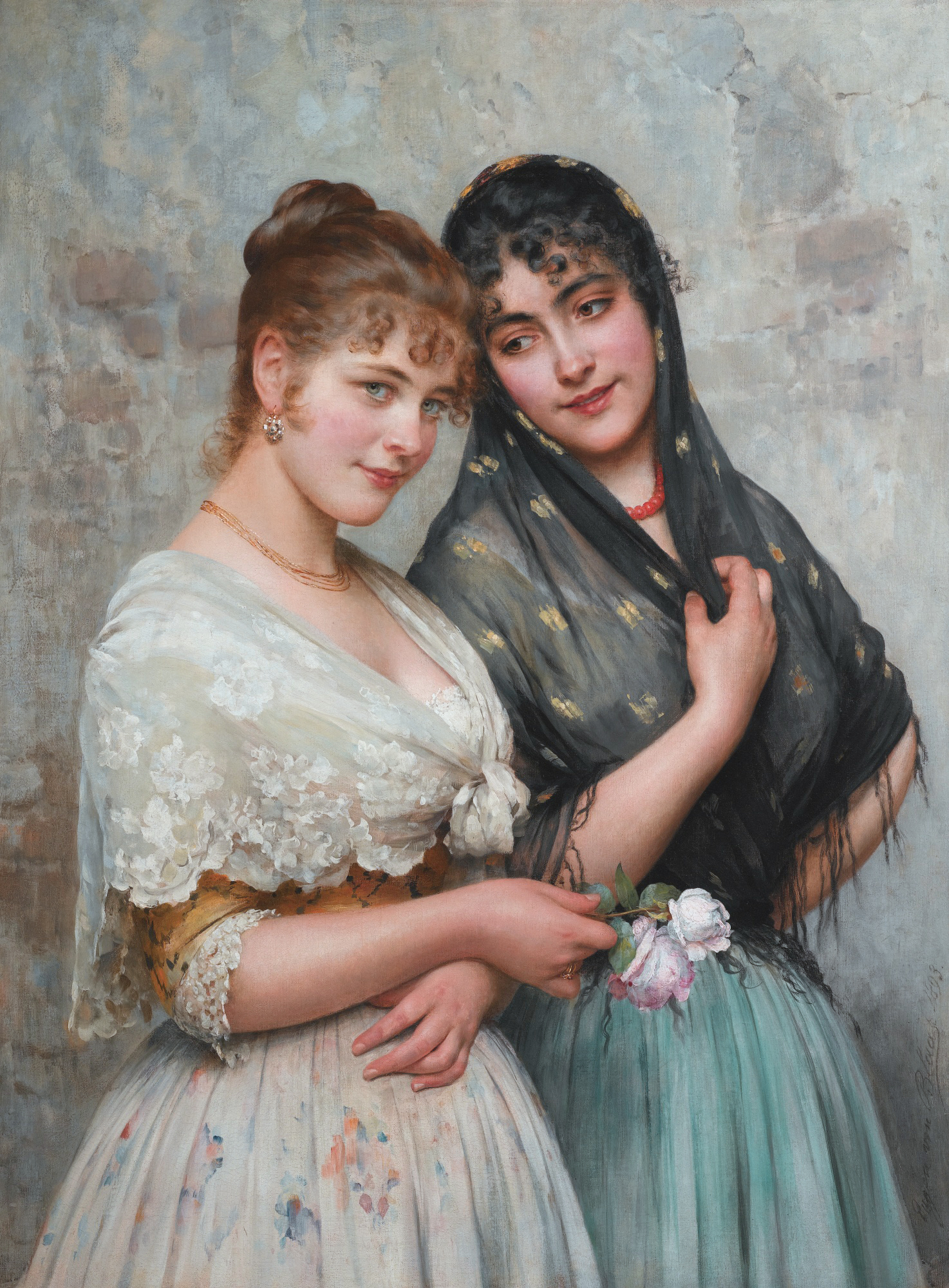
Dos mujeres venecianas
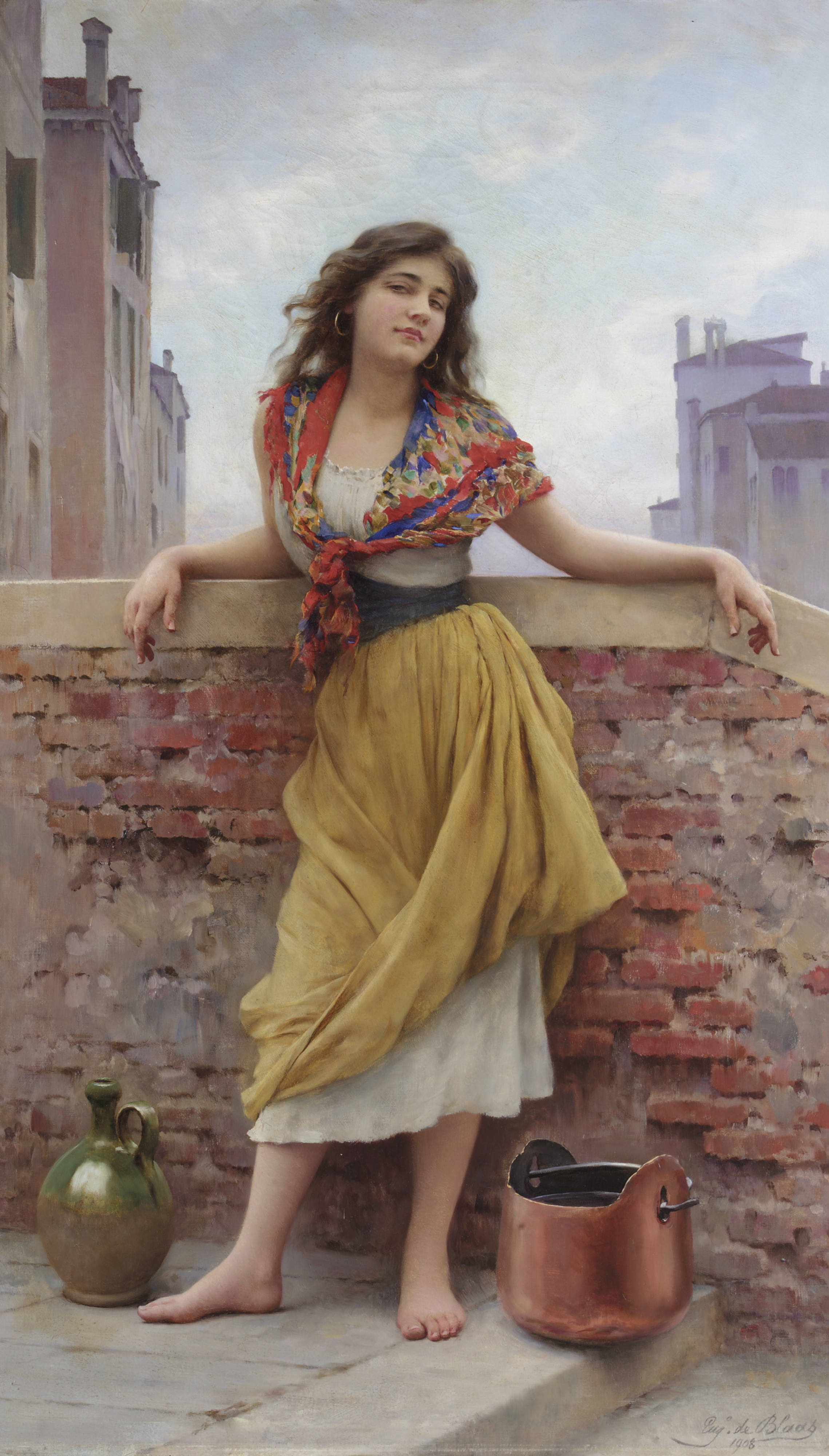
La aguatera
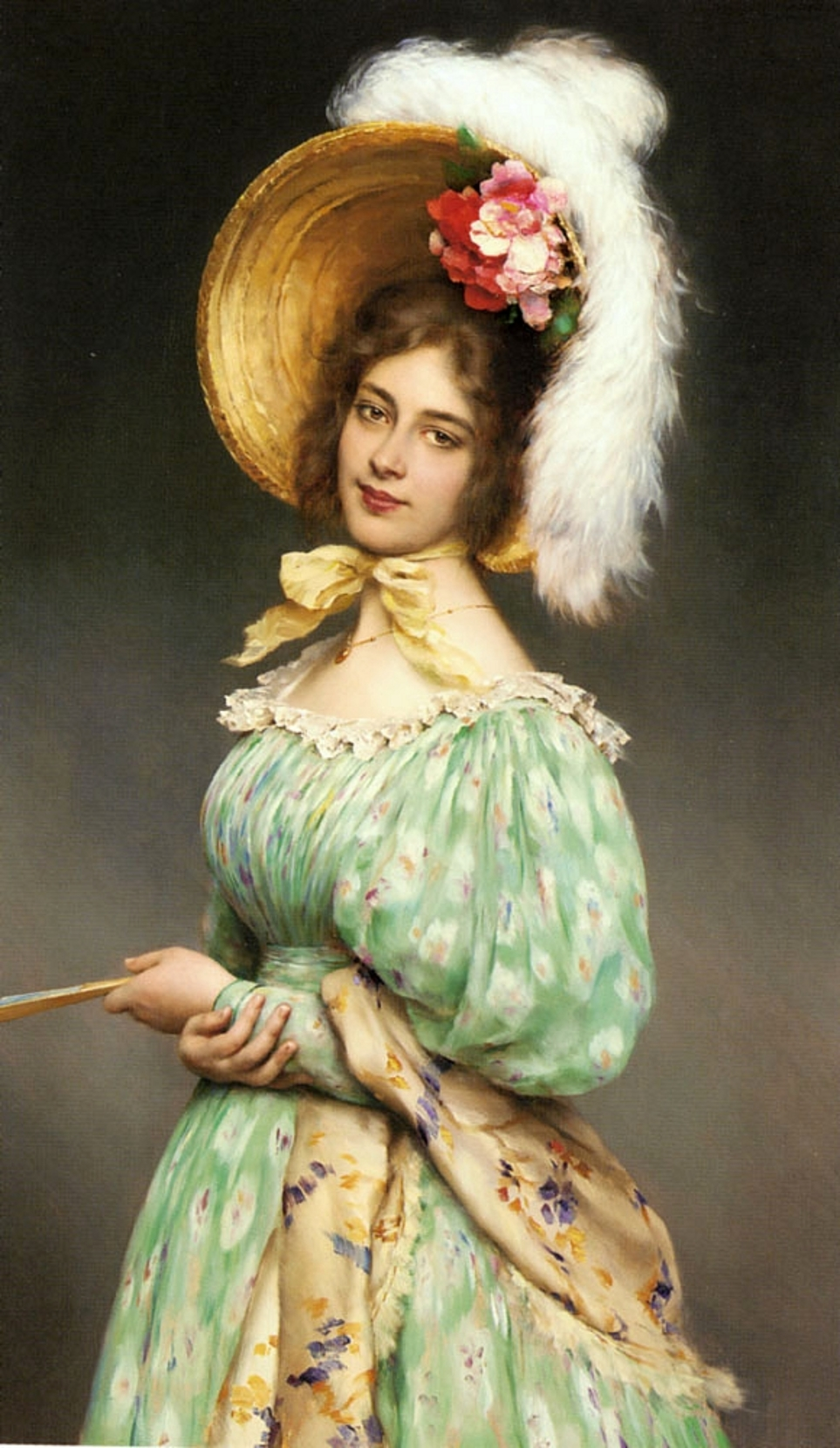
De Musette
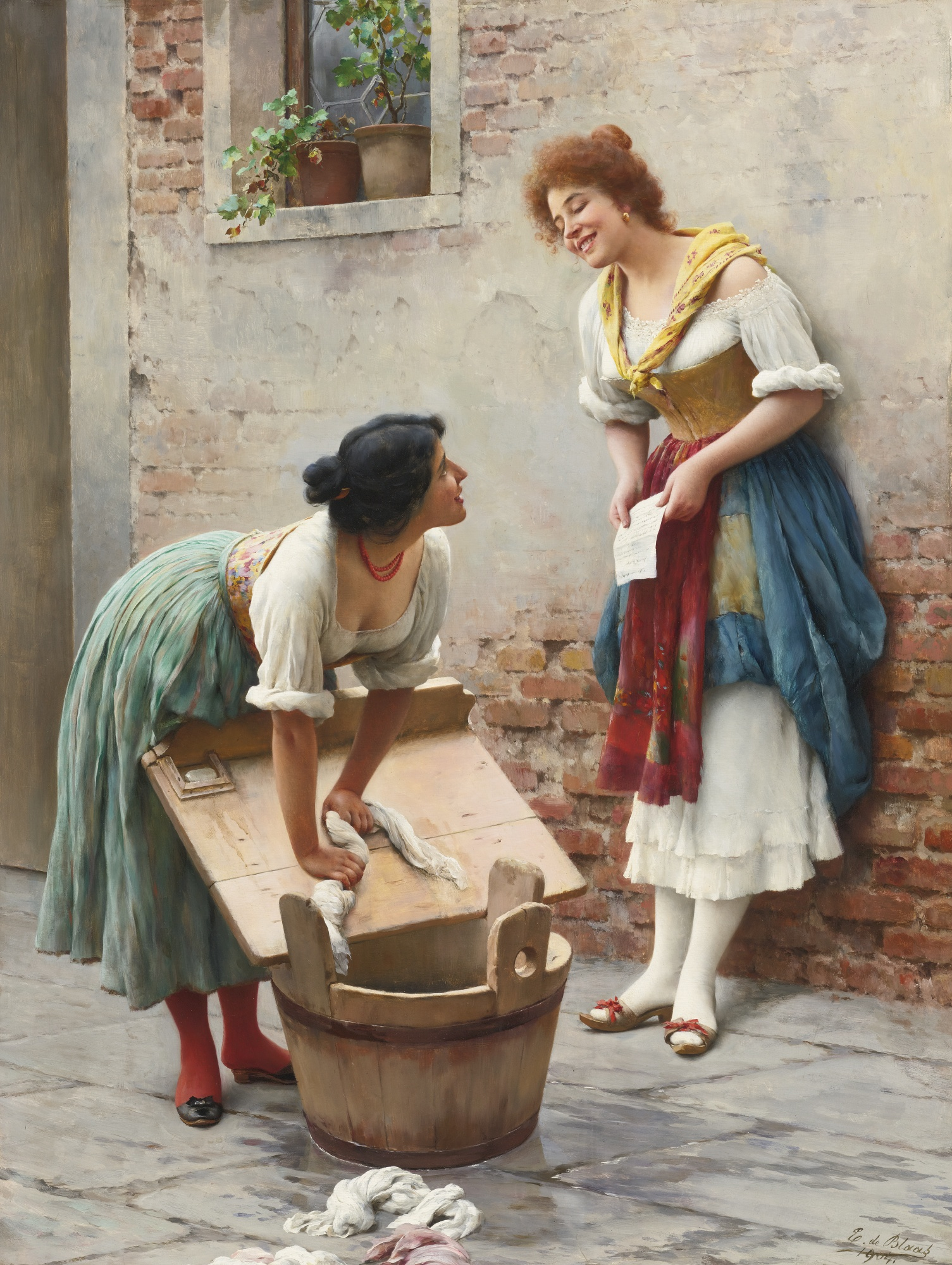
Compartiendo las noticias
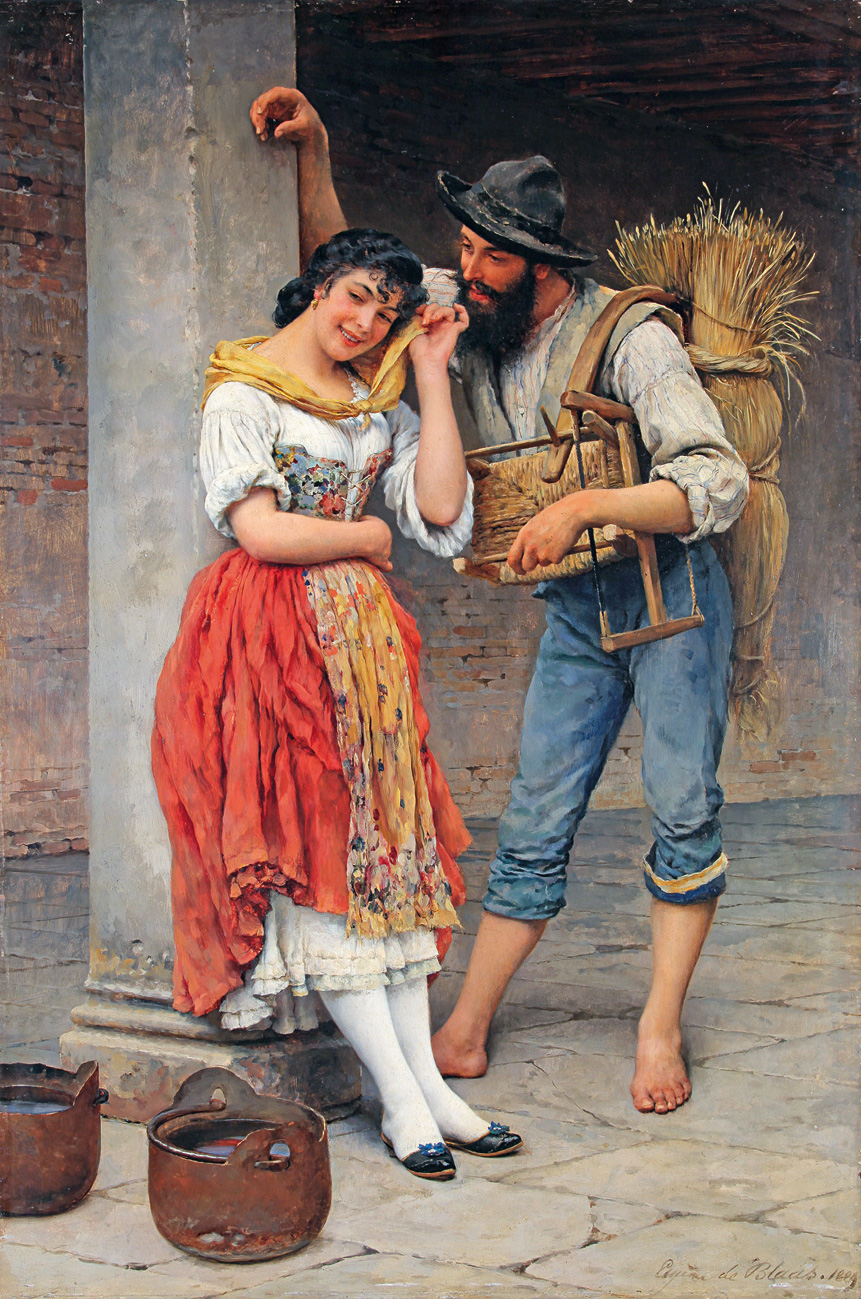
La Araña y la Mosca
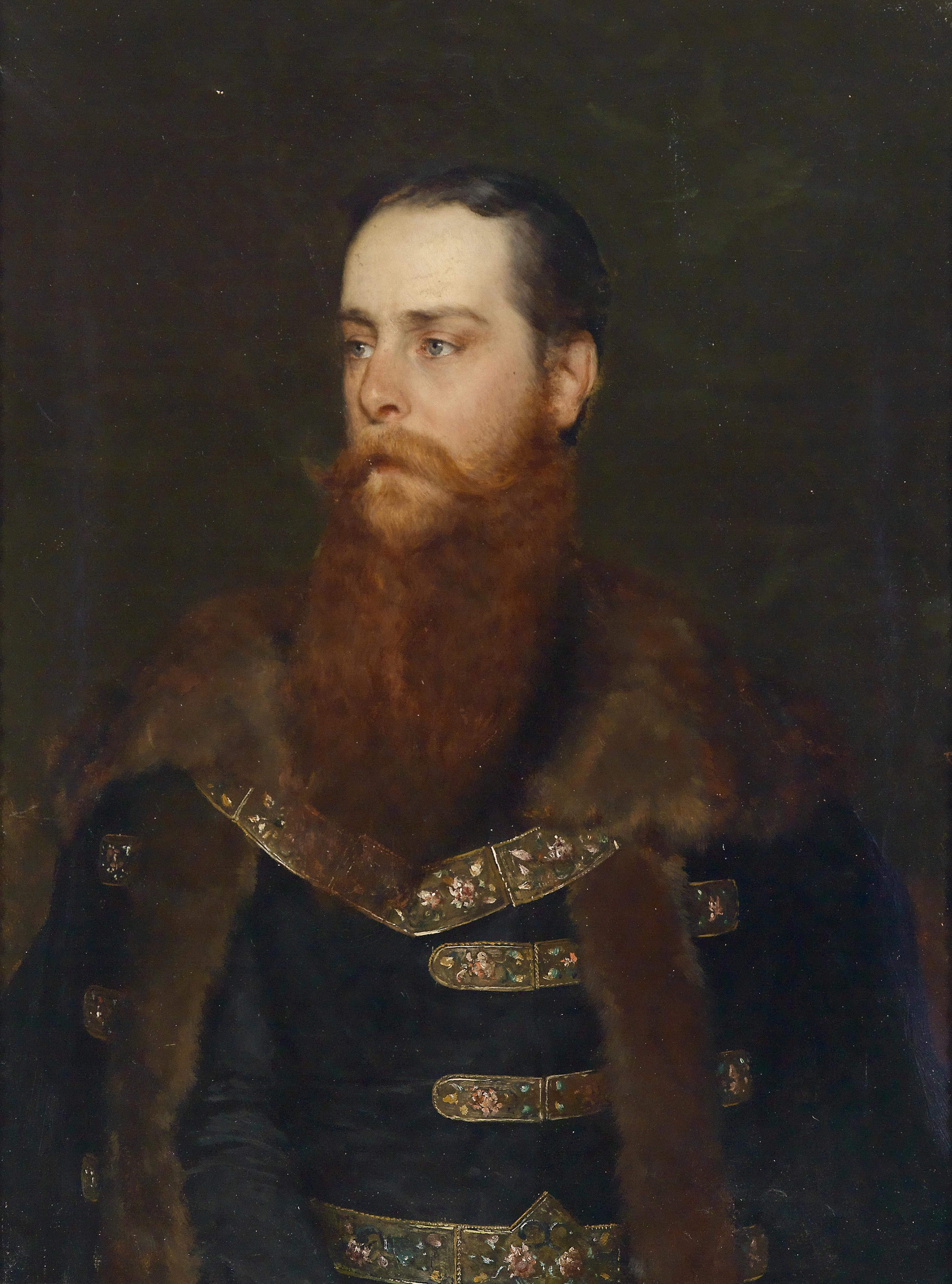
Arthur Graf Berchtold
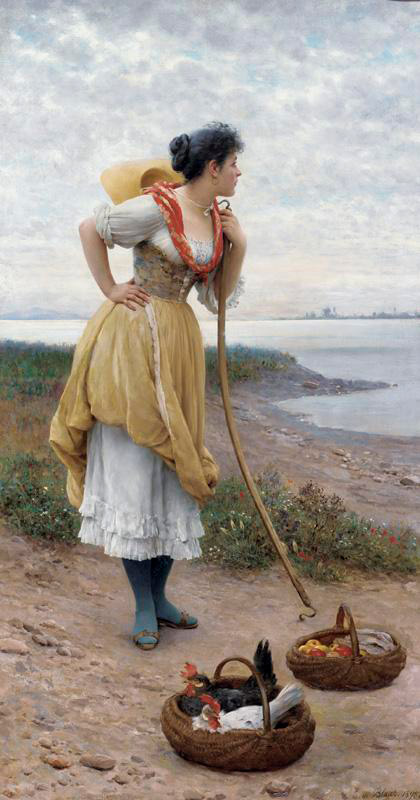
Soñando despierta
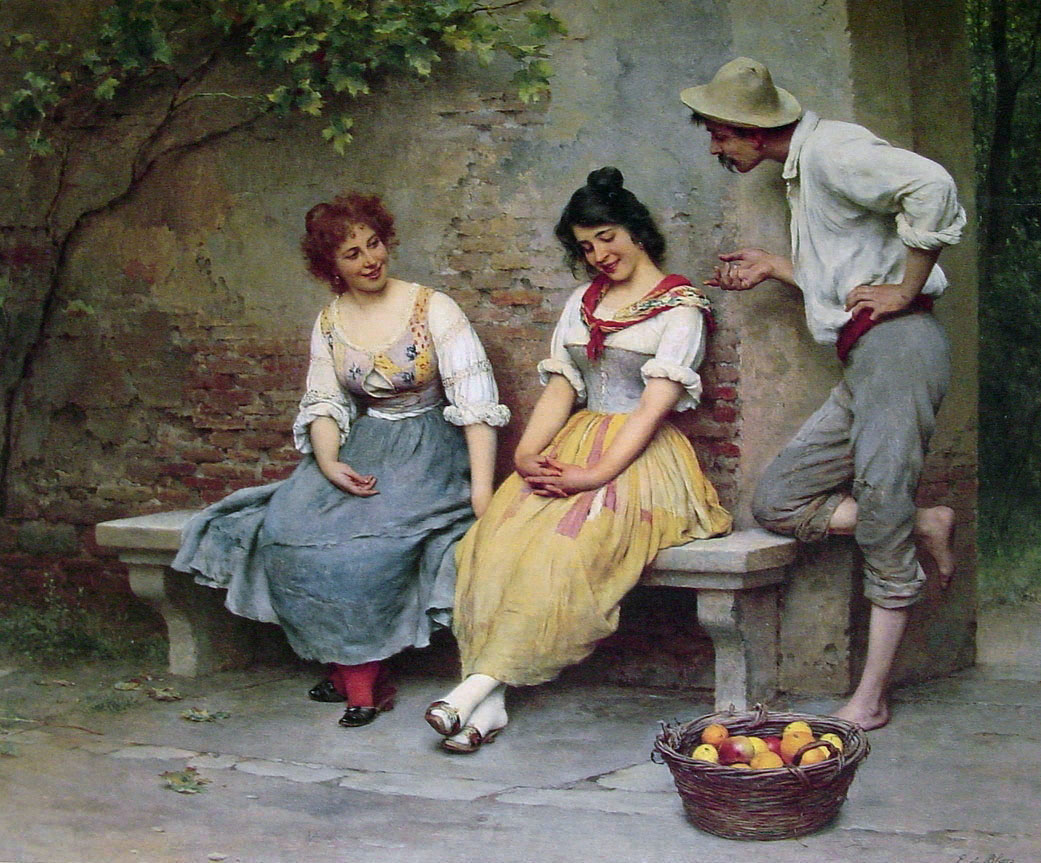
El coqueteo
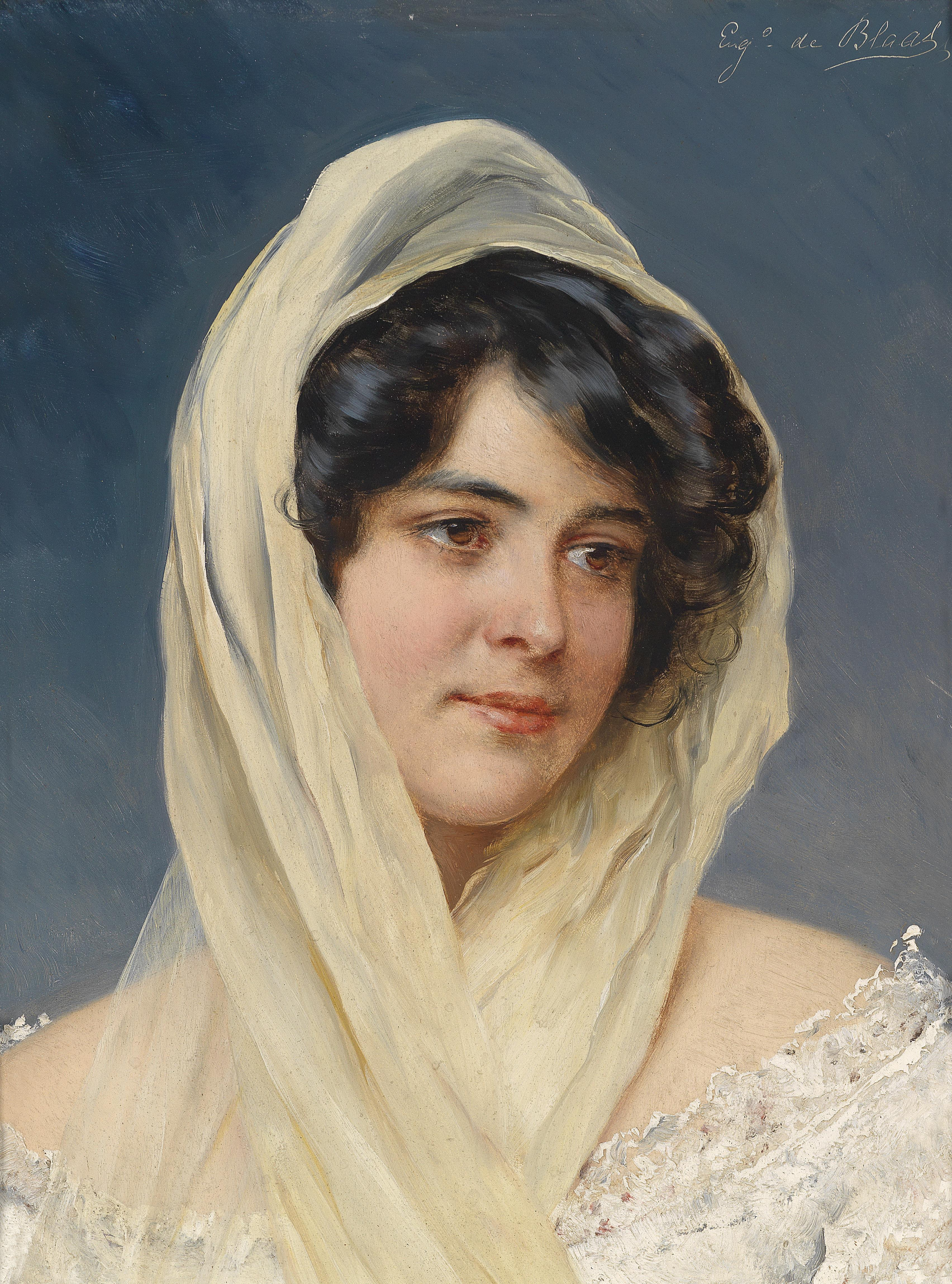
Una joven dama con velo
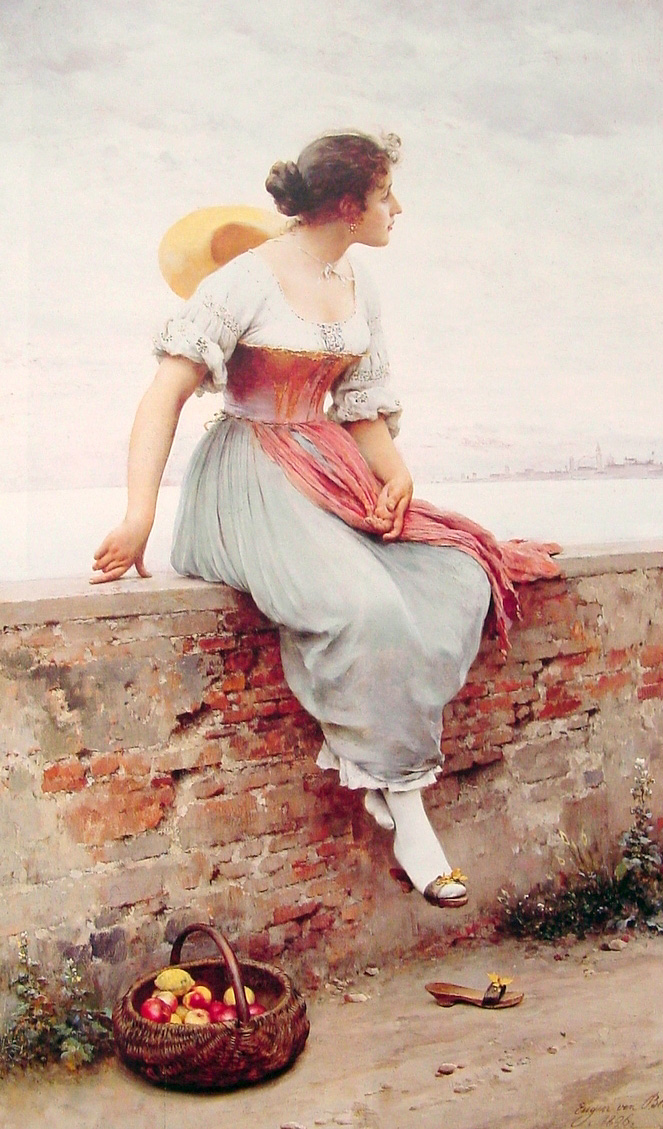
Un momento pensativo
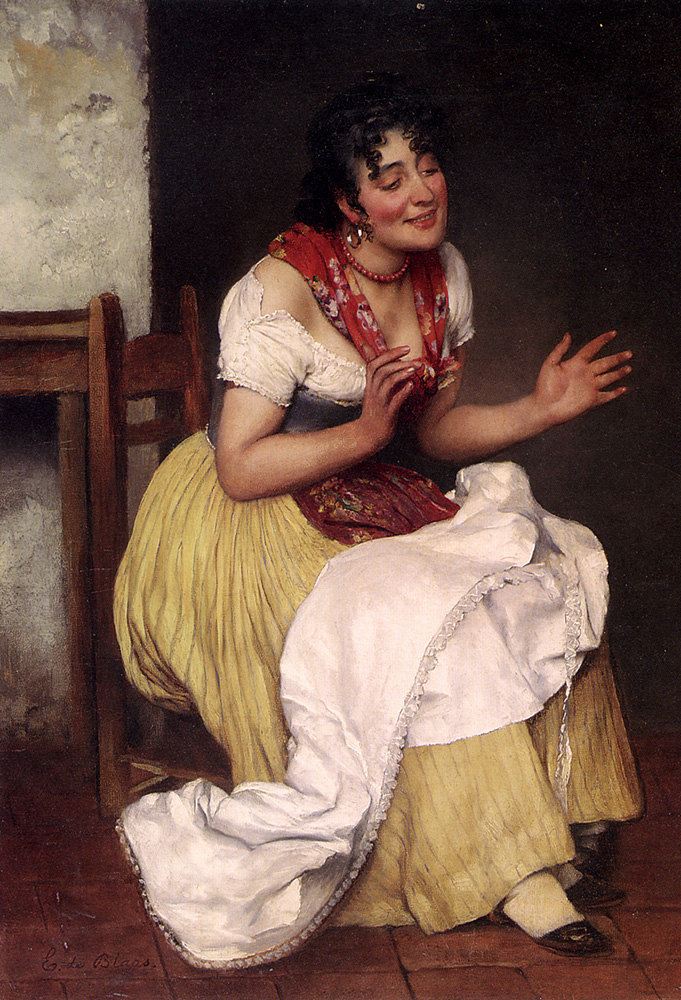
Una historia interesante
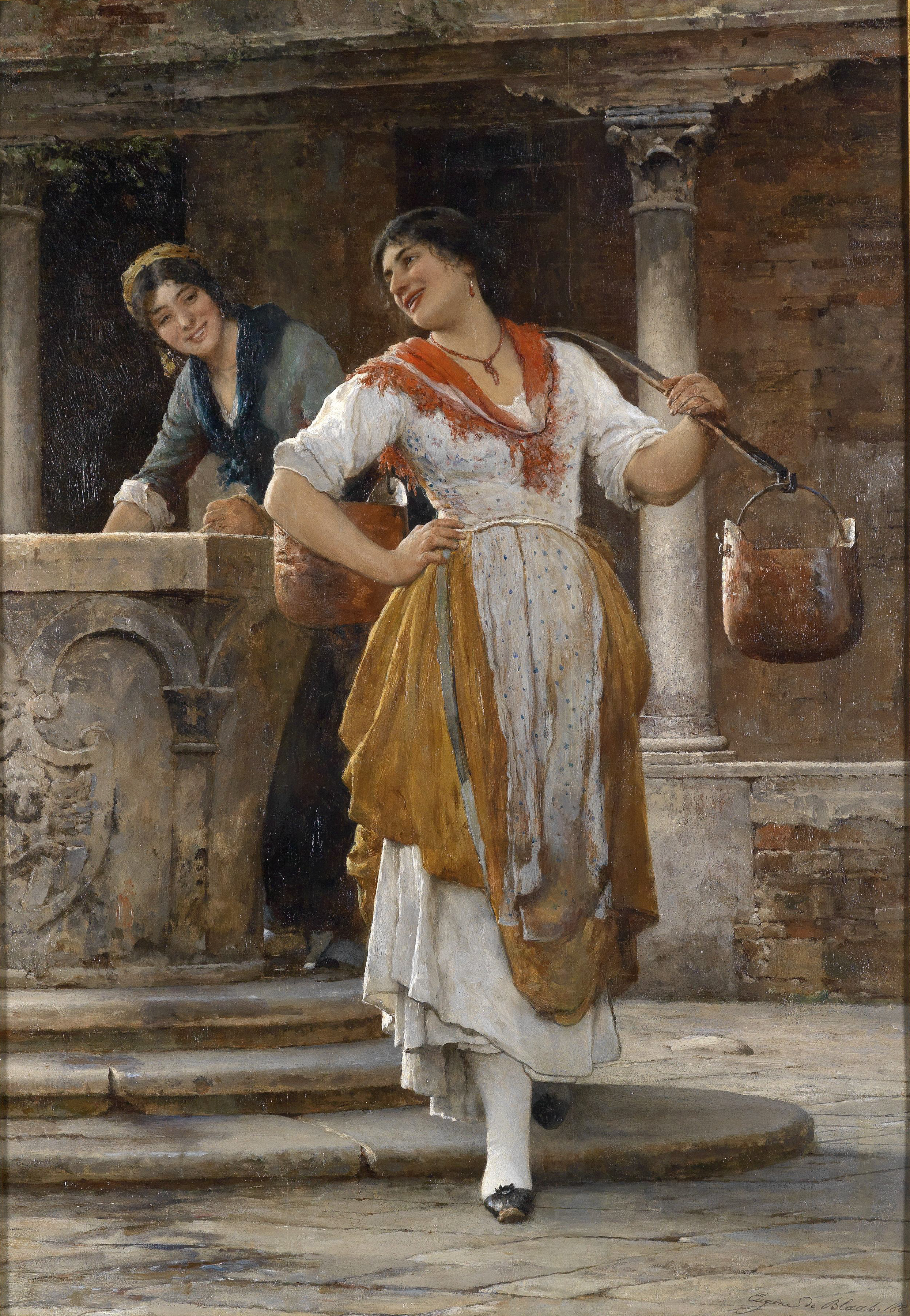
Die Wasserträgerin
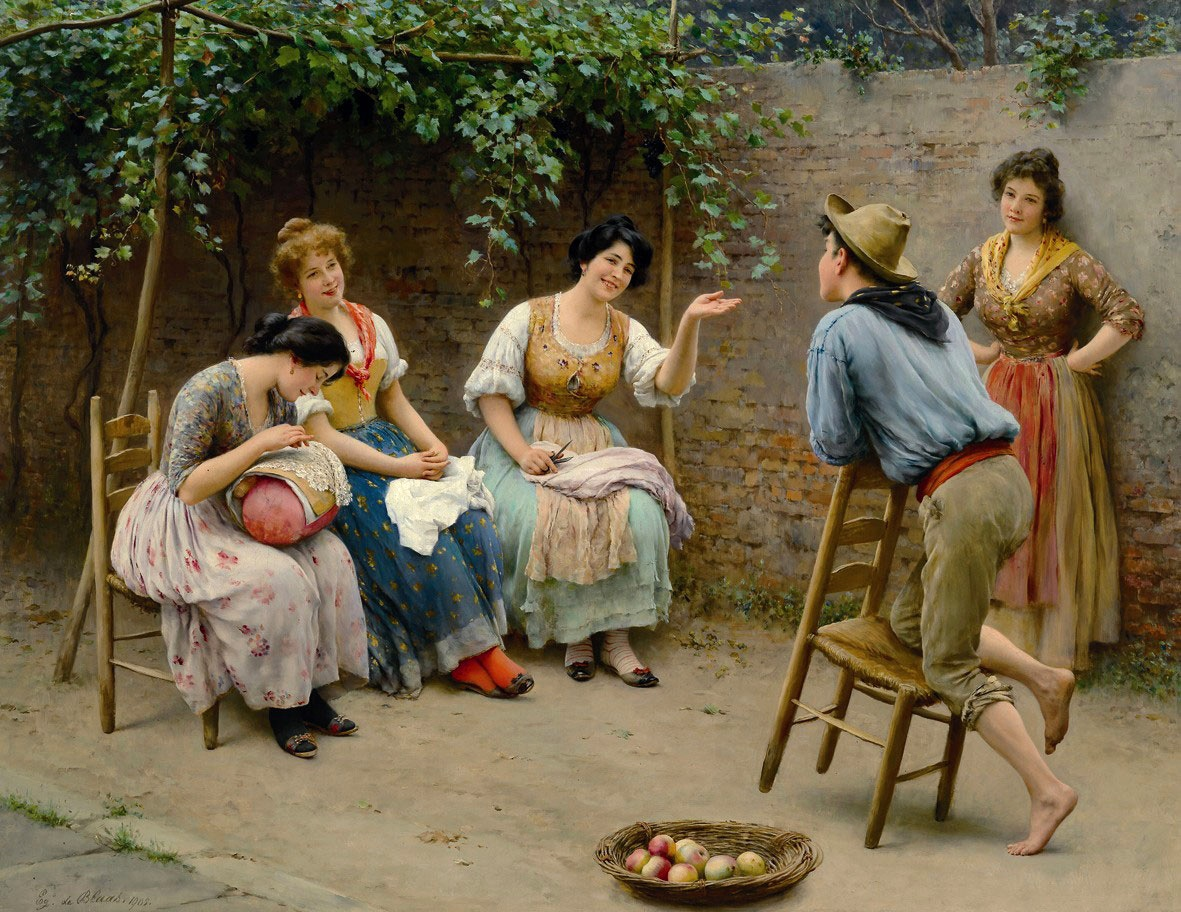
Charla
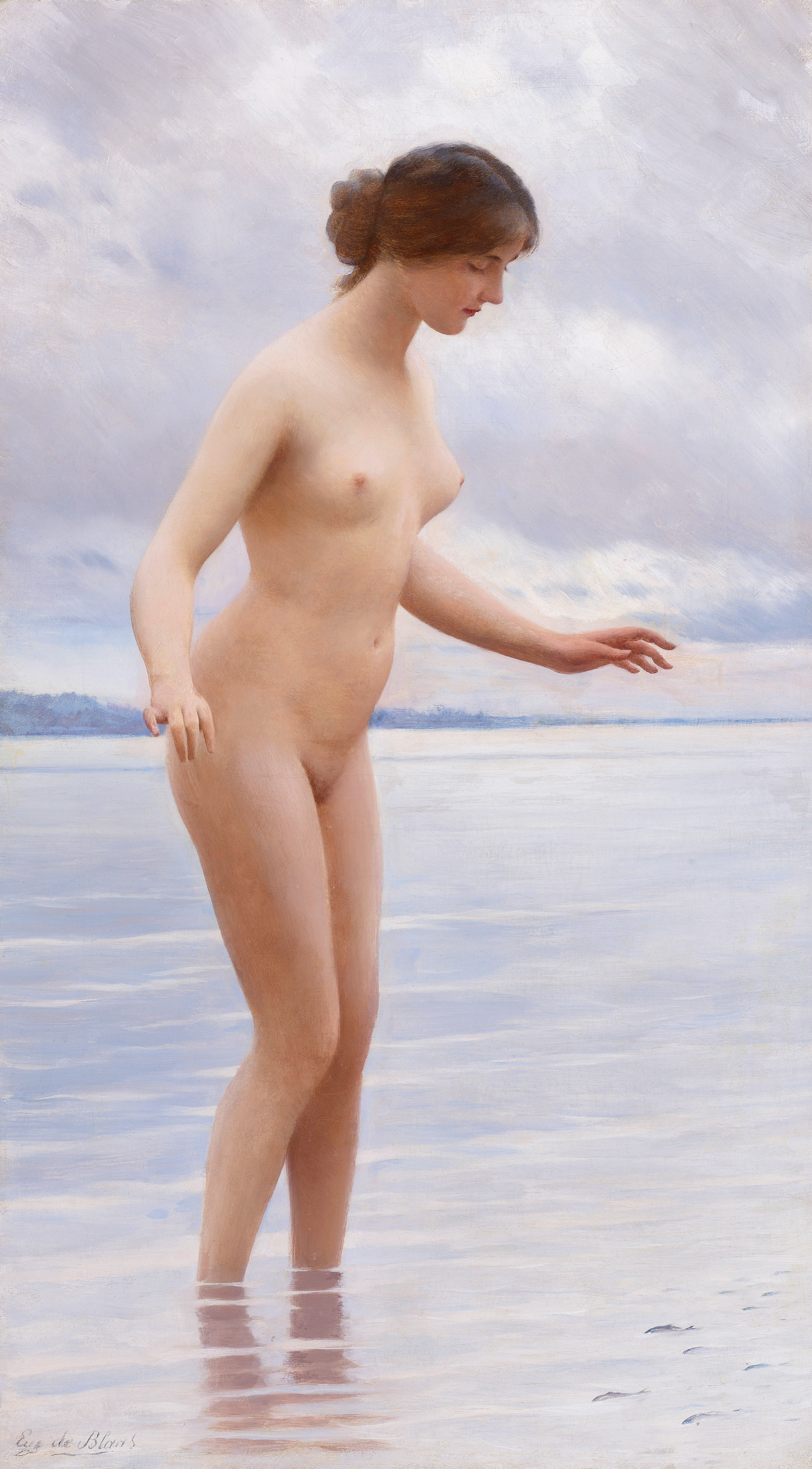
En el agua
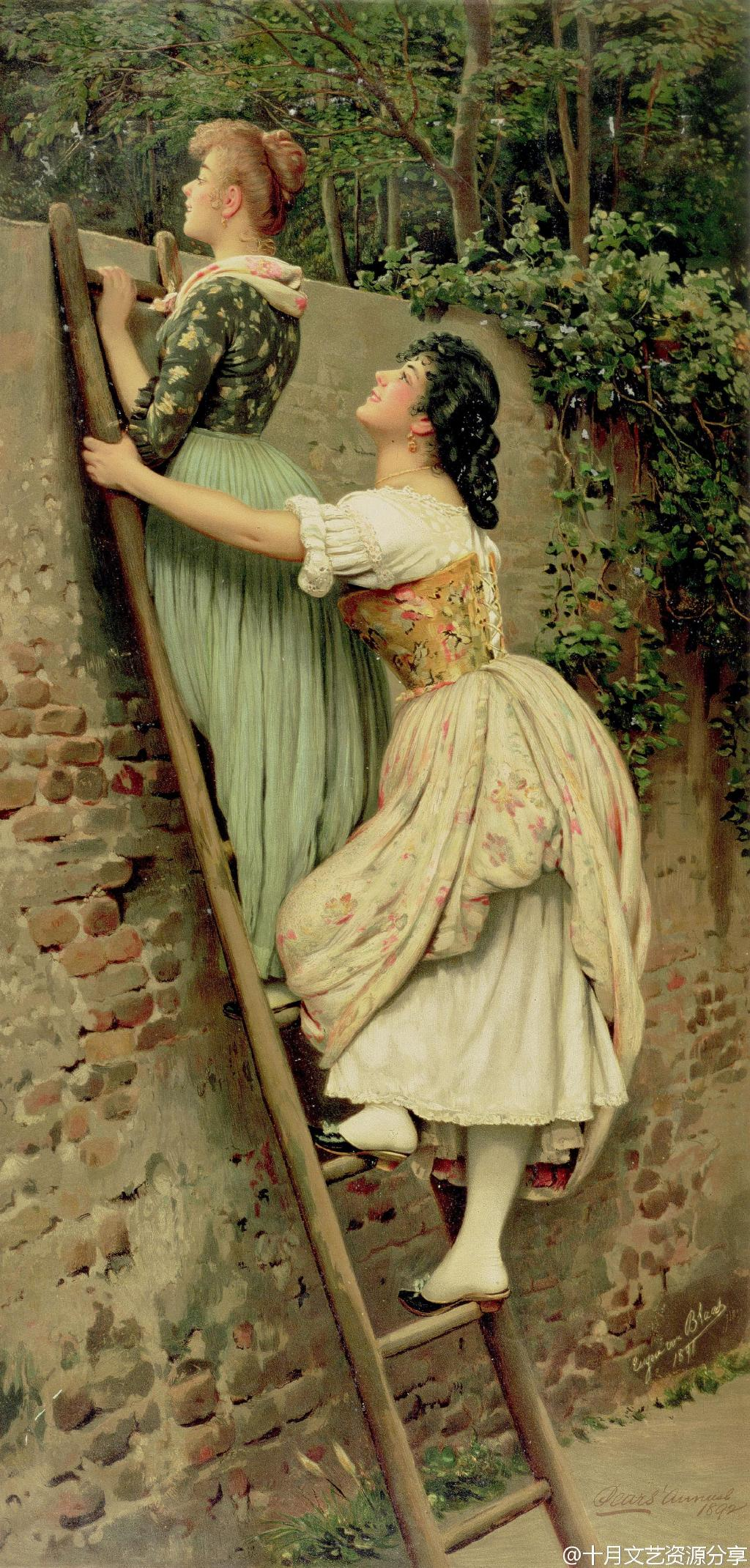
Curiosidad